# Fédération française de la montagne et de l'escalade
Pour les articles homonymes, voir FFM.
La Fédération française de la montagne et de l’escalade ou FFME (auparavant, Fédération française de la montagne ou FFM) est une association française de type loi de 1901 fondée en 1942. Elle est chargée d'assurer la promotion et le développement en France de l'escalade, du canyonisme, de la raquette à neige, du ski-alpinisme, de l'alpinisme et de la randonnée montagne, et a reçu à ce titre une délégation du ministère des Sports pour les quatre premières activités.
La FFME est membre du comité national olympique et sportif français (CNOSF), de la fédération internationale d'escalade (IFSC) et de la Fédération internationale de ski alpinisme (ISMF). Elle est présidée depuis 2021 par Alain Carrière. Sa liste a été élue à 54,93 % des suffrages exprimés lors de l'assemblée générale à Nantes le 3 avril 2021, face à une liste alternative menée par Claude Chemelle.
En février 2010, lors de l'assemblée générale de l'IFSC, elle a été choisie pour organiser les championnats du monde d'escalade 2012 qui se sont déroulés au palais omnisports de Paris-Bercy du 12 au 16 septembre 2012.
Lors de l'assemblée générale de l'IFSC du 25 février 2012, la FFME est à nouveau choisie pour organiser les championnats du monde jeunes 2014 à Nouméa. Le comité régional de Nouvelle-Calédonie sera chargé de la mise en place de cet événement.

## Historique

### Fondation (1942)
La Fédération française de la montagne (FFM) est créée en 1942 sous l'impulsion du Haut commissariat aux sports et déclarée en préfecture en 1945. Celui-ci souhaitait initialement que ce soit le Club alpin français (CAF) qui se transforme en Fédération de la montagne. Mais, devant les réticences du vieux club, une autre structure parallèle est créée : la FFM,. Les deux organisations vont dès lors coexister, avec des approches un peu différentes de la montagne.
La présidence de la FFM est confiée au géologue et alpiniste Louis Neltner.

### L'Annapurna (1950) et les grandes expéditions
Sous la direction de Lucien Devies, la FFM organise l'expédition à l'Annapurna de 1950, avec Maurice Herzog, Louis Lachenal, Lionel Terray, Gaston Rébuffat, Marcel Ichac (pionnier du cinéma de montagne), Jean Couzy, Marcel Schatz, Jacques Oudot (médecin) et Francis de Noyelle (agent de liaison). La médiatisation de la première conquête mondiale d'un sommet de plus de 8 000 mètres d'altitude (les conférences à la salle Pleyel, le livre Annapurna, premier 8000 de Maurice Herzog, le livre de photos Regards vers l'Annapurna, le film Victoire sur l'Annapurna de Marcel Ichac, etc.) rapportent un véritable trésor de guerre à la FFM. Ce qui lui permet de financer dans les années qui suivent d'autres grandes expéditions françaises à l'assaut de grands sommets de la planète.

### De la FFM à la FFME (1987)
En 1985 est créée la Fédération française d'escalade (FFE) qui donne naissance en 1986 aux grandes compétitions d'escalade.
En 1987, la Fédération française de la montagne (FFM) et la Fédération française d'escalade (FFE) fusionnent pour créer la Fédération française de la montagne et de l'escalade (FFME)
En 2002-2003, un projet de fusion entre la FFME et le CAF (en fait appelé Fédération des Clubs alpins français) échoue.
En 2021, la FFME se heurte à l'Union des salles d'escalade (UDSE) qui lui reproche son implication dans le développement d'une salle d'escalade en public-privé avec la ville de Paris, sa deuxième salle en financement public-privé après celle ouverte à Fontainebleau,. La même année, la FFME et le département de l'Aube lancent la construction de la plus grande salle d'escalade en France.

## Rôles de la FFME
La FFME est délégataire de l'État français pour organiser et promouvoir les activités sportives suivantes :
- Escalade ;
- Para-escalade ;
- Ski-alpinisme (ou ski de montagne / ski alpinisme) ;

La FFME développe également les disciplines annexes telles que l'alpinisme et les expéditions (où elle a joué un rôle historique avec la conquête de l'Annapurna, premier 8 000, et de plusieurs grands sommets dans le monde), la randonnée en montagne, raquettes à neige et le canyonisme.
En 2025, la fédération regroupe plus de 1 100 clubs répartis sur le territoire français, et rassemble plus de 120 000 licenciés en club ou hors clubs. Des comités régionaux et départementaux relaient l'action de la fédération au niveau local.
Outre l'entraînement des équipes de France (escalade, ski de randonnée, équipe nationale jeunes alpinistes), la FFME joue un rôle moteur dans l'organisation des championnats et des compétitions, dans la formation des bénévoles des clubs (initiateurs) et des officiels des compétitions. La FFME défend le libre accès aux sites de pratique en concertation avec ses interlocuteurs institutionnels (autres fédérations, partenaires locaux, pratiquants, CIPRA, etc.).

### Classement national
Chaque année, et tout au long de la saison, la FFME édite un classement national pour l'escalade et le ski alpinisme.
Ces classements ont divers rôles au-delà d'un classement pur et simple des meilleurs français dans ces disciplines, et permettent la sélection en équipe de France. Ils sont aussi des critères pour les athlètes de haut niveau.

## Championnats du monde d'escalade 2012
La FFME a organisé les championnats du monde d'escalade en 2012 au palais omnisports de Paris-Bercy. Paris a été retenue comme ville organisatrice par la Fédération internationale d'escalade (IFSC). Ces championnats ont été l’occasion pour la FFME de recevoir une nouvelle fois une importante manifestation sportive internationale, après le succès des championnats d'Europe d'escalade 2008 dans la capitale parisienne. 512 athlètes (dont 62 en Handisport) de 56 nations ont participé aux qualifications et aux phases finales des trois compétitions (Bloc, Difficulté, Vitesse) et plus de 16 000 spectateurs sont venus pour encourager les compétiteurs pendant toute la durée de la compétition.